# راي بورك
راي بورك هو لاعب هوكي جليد كندي، ولد في 28 ديسمبر 1960 في مونتريال في كندا.

## وصلات خارجية
- راي بورك على موقع دوري الهوكي الوطني (الإنجليزية)
- راي بورك على موقع EliteProspects.com (الإنجليزية)
- راي بورك على موقع HockeyDB.com (الإنجليزية)
- راي بورك على موقع Hockey-Reference.com (الإنجليزية)
- راي بورك على موقع اللجنة الأولمبية الدولية (الإنجليزية)
- راي بورك على موقع أوليمبيديا (الإنجليزية)
- راي بورك على موقع اللجنة الأولمبية الكندية (الإنجليزية)
- راي بورك على موقع قاعة كندا للمشاهير الرياضية (الإنجليزية)
- راي بورك على موقع قاعة كيبيك للمشاهير الرياضية (الفرنسية)
- راي بورك على موقع الموسوعة البريطانية (الإنجليزية)
- راي بورك على موقع إن إن دي بي (الإنجليزية)